# Dipteromantispidae
Dipteromantispidae — вимерла родина сітчастокрилих комах, що існувала у крейдовому період (125-89 млн років тому). Рештки представників родини знайдені у Китаї, М'янмі та США.

## Опис
Схожі на сучасних мантисп, проте задні крила дуже зменшені. Передні кінцівки, як і у мантисп, хапального типу. З цього можна зробити висновок, що Dipteromantispidae були активними хижаками.

## Роди
- Burmodipteromantispa
- Dipteromantispa
- Halteriomantispa
- Jersimantispa
- Mantispidiptera
- Mantispidipterella